# 农历二月
农历二月也稱花月，杏月, 为农历一年第二个月份（如果一月不是闰年的话），建卯之月（兔月），仲春，律中夹钟，以春分为中气。
在日本稱呼農曆二月為「如月」，因為如月的日文發音類似「著更替」，而二月需要穿多點衣服。

## 主要节日
- 二月初一，中和节
- 二月初二，龙抬头，頭牙，福德正神誕辰，濟公禪師誕辰
- 二月十二，为花朝节，百花生日
- 二月初八，释迦牟尼出家纪念日
- 二月十六，臺灣、閩南漳州及東南亞華裔漳州人：開漳聖王誕辰
- 二月十九，觀世音菩薩誕辰紀念
- 二月二十二，廣澤尊王誕辰；威烈侯誕辰
- 二月二十五，三山國王誕辰

## 延伸阅读
[在维基数据编辑]
 《欽定古今圖書集成·曆象彙編·歲功典·仲春部》，出自陈梦雷《古今圖書集成》